# Ursa Major (2021)
El Ursa Major (en latín: Osa Mayor) fue un buque de carga pesada. Fue construido en Alemania en 2009 como Scan Britania. Fue rebautizado como Hyundai Britania en 2010; Eit Palmina en 2011; Sparta III en 2017; y Ursa Major en 2021. En 2024, bajo bandera rusa, se hundió en el Mediterráneo occidental, con la pérdida de dos de sus 16 tripulantes.

## Hundimiento
El 11 de diciembre de 2024, el Ursa Major partió de San Petersburgo con destino a Vladivostok. Como era invierno, debía navegar por el Canal de Suez. Su carga incluía dos escotillas de 45 toneladas para un rompehielos del Proyecto 10510 que se está construyendo actualmente, y dos grúas móviles Liebherr 420 que se instalarán en el puerto de Vladivostok.
El 22 de diciembre, cuando el barco se encontraba en aguas internacionales entre España y Argelia, el seguimiento por satélite mostró que su velocidad se redujo repentinamente a 1 nudo (2 km/h). Según TASS, hubo una explosión en su sala de máquinas. El 23 de diciembre, se dirigía hacia el sur a 1 nudo. Las fotografías publicadas en línea la mostraban hundida por la popa (con el puente delantero y el alojamiento levantados) y escorada a estribor.
El Ursa Major se hundió en la noche del 23 al 24 de diciembre en la posición 36°43′34″N 1°6′44″O / 36.72611, -1.11222, entre Águilas en España y Orán en Argelia. Buques pesqueros españoles; el patrullero español Serviola; y el barco de rescate Clara Campoamor rescataron a 14 miembros de su tripulación y los desembarcaron en Cartagena. Se informó de la desaparición de otros dos miembros de la tripulación.
Algunos informes afirmaban que el Ursa Major se dirigía a Tartus. Sin embargo, esto es incompatible con el hecho de que transportaba una carga vital destinada a Vladivostok.
El 25 de diciembre, la agencia de noticias estatal rusa RIA Novosti informó que el Ursa Major fue víctima de «un acto de terrorismo» y describió el hundimiento como el resultado de tres explosiones, citando al propietario del buque, Oboronlogistika.